# Législation sur le tabac en Suisse
Pour un article plus général, voir Législation sur le tabac.
La Suisse est dotée d'une législation sur le tabac définie au niveau fédéral et au niveau cantonal. Elle couvre notamment la protection de la population contre le tabagisme passif, la limitation de la publicité pour le tabac, les mises en garde sur les emballages et les taxes.
La loi fédérale sur les produits du tabac et les cigarettes électroniques est en vigueur depuis le 1er octobre 2024,. Elle harmonise une série de mesures au niveau fédéral, notamment l'âge de vente à 18 ans et l'interdiction de publicité dans l’espace public extérieur. La publicité dans la presse, les points de vente, les festivals et internet devrait être interdite plus tard, en application de la modification constitutionnelle résultant de l'initiative « enfants sans tabac ».

## Historique

La Convention-cadre de l'OMS pour la lutte antitabac a été ratifiée par 181 pays, mais pas encore par la Suisse.

La Suisse est l'un des seuls pays européen (avec Monaco et le Liechtenstein) à n'avoir pas ratifié la Convention-cadre de l'OMS pour la lutte antitabac (CCLAT),. Elle l'a signée le 25 juin 2004, mais ne pourra procéder à la ratification qu'après avoir mis sa législation nationale en conformité avec le traité, conformément à la loi suisse en matière de traités internationaux,. En 2015, la ratification était inscrite dans les objectifs 2020 de l'Office fédéral de la santé publique.
La cigarette électronique ne pouvait être vendue que sans nicotine (dans le liquide), jusqu'en 2018. En mai 2018, le Tribunal administratif fédéral accepte un recours sur ce point et autorise le commerce de liquide avec nicotine,.

### Loi sur les produits du tabac
Lire en ligne

Site officiel

Un projet de loi sur le tabac est proposé par le Conseil fédéral en novembre 2015. Il vise à renforcer la protection contre le tabagisme, mais est considéré comme « un projet minimal [...] en retrait sur certaines mesures prises dans les pays étrangers » par Alain Berset, conseiller fédéral et chef du Département fédéral de l'intérieur à l'origine du projet,. Il est pourtant considéré comme déjà trop restrictif par la commission de la santé du Conseil des États, qui le rejette.
Une nouvelle version du projet de loi est proposée en décembre 2017 et mise en consultation en 2018, presque sans nouvelles restriction publicitaire. Ce projet renonce aux interdictions de publicité au cinéma, par voie d'affichage et dans la presse. Elle ne permet pas à la Suisse d'atteindre son objectif de ratifier la Convention-cadre de l'OMS, et est jugée nettement insuffisante par les milieux de la prévention suisse, qui militent pour une interdiction totale de la publicité et du parrainage des manifestations publiques ou privées.
L'initiative « enfants sans tabac » est lancée en mars 2018 pour proposer une loi un peu plus ambitieuse en matière de contrôle de la publicité (voir la section Publicité ci-dessous),.
En octobre 2021, le Parlement suisse adopte une loi fédérale sur les produits du tabac et les cigarettes électroniques (loi sur les produits du tabac, LPTab). Son entrée en vigueur est attendue à l'automne 2024.
La loi sera révisée dans un second temps pour inclure les exigences de l'initiative initiative « enfants sans tabac ».

## Tabagisme passif

### Loi fédérale
Lire en ligne

Site officiel

Une initiative parlementaire fédérale a été lancée en 2004 par le conseiller national Felix Gutzwiller pour renforcer la protection contre le tabagisme passif dans les lieux publics. Elle proposait de modifier la loi sur le travail en établissant le principe que les travailleurs doivent pouvoir exercer leur activité sans être exposés à la fumée passive. Cette initiative a été acceptée par le Conseil national le 4 octobre 2007.
À la suite de ce référendum, une loi a été instituée en 2010 au niveau fédéral. Elle impose le principe qu'il est interdit de fumer dans les lieux publics et les lieux de travail, mais elle ne s'applique pas aux établissements de restauration de moins de 80 mètres carrés, qui peuvent être exploités comme établissements fumeurs. Les fumoirs avec service sont également autorisés.
Les partis de droite ont combattu le texte et défendu le « droit à fumer » et la liberté des commerçants de décider si leur établissement serait fumeur ou non, au nom notamment de l'attrait de la place touristique suisse, alors que les partis de gauche défendaient une interdiction plus générale.
Une nouvelle initiative pour renforcer cette interdiction a été rejetée le 23 septembre 2012, y compris par les cantons qui avaient massivement approuvé l'imposition de restrictions supplémentaires chez eux. Le canton de Genève est le seul à avoir voté majoritairement en faveur d'une interdiction plus stricte au niveau fédéral.

### Lois cantonales

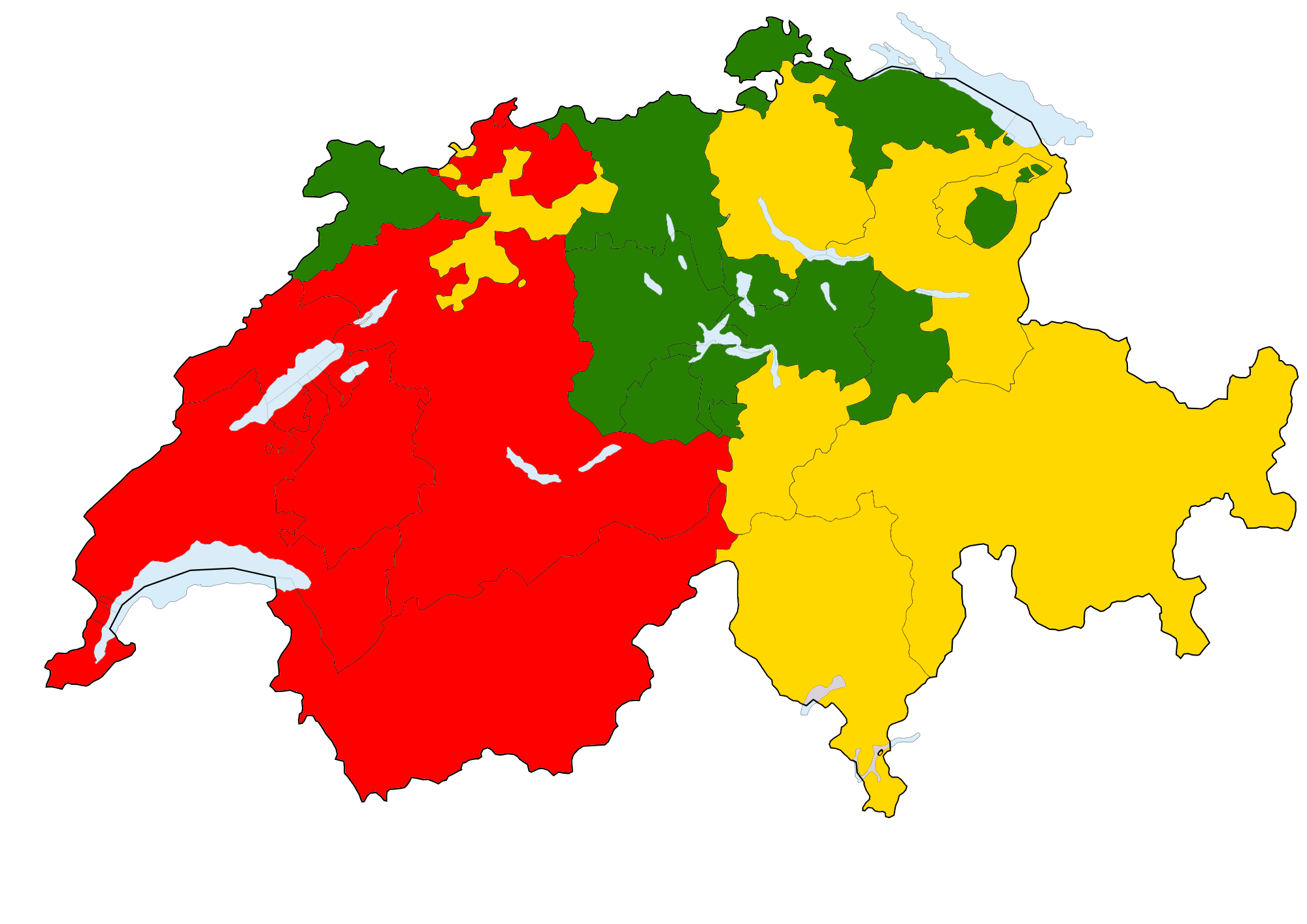
Interdiction de fumer par les cantons dans la restauration
Fumoirs sans service autorisés (établissements fumeurs interdits)
Fumoirs avec service autorisés (établissements fumeurs interdits)
Établissements fumeurs (jusqu'à 80 m2) autorisés

En Suisse, chaque canton peut légiférer dans les domaines de compétence cantonaux (par exemple santé et hygiène). Les cantons ont ainsi la possibilité d'édicter des lois plus restrictives que la loi fédérale. La Confédération a établi une carte des règlementations cantonales,.
On peut globalement regrouper les cantons suisses en trois catégories, :
1. Les plus restrictifs ont adopté une loi proche de celle que l'on trouve dans des pays comme la France ou le Royaume-Uni : il est interdit de fumer dans tous les cafés et restaurants quelle que soit leur taille. Les fumoirs sont autorisés sous certaines conditions, mais aucun service ne peut y être fourni. Il s'agit des cantons suivants : Bâle-Ville, Bâle-Campagne, Fribourg, Genève, Neuchâtel, Valais et Vaud ;
2. D'autres ont adopté une juridiction plus restrictive que la loi fédérale, interdisant les établissements fumeurs, mais autorisant les fumoirs avec service. Ce sont les cantons : Appenzell Rhodes-Extérieures, Berne, Grisons, Saint-Gall, Soleure, Tessin, Uri et Zurich ;
3. Les autres cantons se contentent d'appliquer la loi fédérale. Il s'agit des cantons suivants : Argovie, Appenzell Rhodes-Intérieures, Glaris, Jura, Lucerne, Nidwald, Obwald, Schaffhouse, Schwytz, Thurgovie et Zoug.

On note que presque tous les cantons romands appartiennent à la première catégorie ; seul le canton du Jura se contente d'appliquer la loi fédérale. Inversement, les cantons de la troisième catégorie sont presque tous alémaniques.
Renseignements détaillés pour quelques cantons ayant adopté des lois plus restrictives que la loi fédérale :
- Tessin : La fumée est bannie de tous les établissements publics. Est toutefois réservée la possibilité d'aménager des salles pour fumeurs, selon le modèle italien. Cette loi a fait l'objet d'un référendum déposé par le parti de la Lega dei Ticinesi, qui l'estimait liberticide. Le 12 mars 2006, le peuple tessinois s'est prononcé à 79 % en faveur de l'interdiction ;
- Soleure : La fumée est désormais interdite dans tous les établissements et bâtiments publics soleurois. Des fumoirs avec une ventilation séparée peuvent toutefois être aménagés dans les bâtiments. Une initiative visant à assouplir cette interdiction, soutenue par le Parti libéral-radical, a été rejetée le 11 juin 2010 par 66 % des votants ;
- Genève : L'initiative populaire cantonale 129, intitulée « Fumée passive et santé » et soutenue par CIPRET-Genève et l'association OxyRomandie, est déposée le 6 juillet 2005, munie de 20 230 signatures. L'initiative demande l'interdiction de fumer dans les établissements publics sans possibilité d'établir un fumoir (suivant le modèle irlandais).

Elle fait l'objet d'un recours au Tribunal fédéral, déposé par le cabinet d'avocats qui défend Japan Tobacco International (JTI). Le Tribunal fédéral ayant rejeté le recours le 29 mars 2007, l'initiative genevoise est soumise au peuple le 24 février 2008, et acceptée par un peu moins de 80 % des votants. En attendant que le Parlement genevois promulgue une loi, le pouvoir exécutif édicte un règlement transitoire visant à bannir la fumée des lieux publics à partir du 1er juillet 2008.
Cependant, ce règlement est contesté et attaqué devant le Tribunal fédéral, aussi bien par les opposants à l'interdiction que par ceux qui la soutiennent. Ces derniers reprochent au règlement de contenir trop d'exceptions (en autorisant, par exemple, la fumée dans des lieux dits à caractère privés tels que les chambres d'hôtels ou les cellules de prison), tandis que les opposants à l'interdiction réclament le droit de fumer librement dans des fumoirs ou des établissements réservés aux fumeurs.
De plus, ils remettent en cause le bien-fondé du règlement transitoire, du fait qu'il a été promulgué par le pouvoir exécutif et non législatif, ce qui serait contraire à la séparation des pouvoirs. C'est ce dernier argument que le Tribunal Fédéral retient le 30 septembre 2008 : le règlement provisoire, jugé anticonstitutionnel, est dès lors annulé, et il est à nouveau permis de fumer dans les lieux publics genevois. Le 22 janvier 2009, le Grand Conseil promulgue une nouvelle loi (K118) dite « Loi sur l'interdiction de fumer dans les lieux publics (LIF) ».
Cette loi est combattue par une demande de référendum qui obtient 12 000 signatures (7 000 signatures sont nécessaires pour faire aboutir une demande de référendum dans le canton de Genève). Le 27 septembre 2009, la population se prononce à nouveau pour l'interdiction de la fumée, cette fois à 82 %. La loi entre en vigueur en novembre 2009 ;
- Fribourg, Neuchâtel et Vaud[30] : des initiatives populaires cantonales, intitulées « Fumée passive et santé », sont lancées dans ces cantons avec le soutien de la Coalition romande contre la fumée passive, qui s'est constituée en décembre 2005 dans ce but, et de l'association OxyRomandie, dont l'objectif est de lutter contre le tabagisme passif dans la Suisse romande.

Elles aboutissent en 2009 et 2010 à l'interdiction de fumer dans tous les lieux publics de ces trois cantons, cafés et restaurants inclus, sauf dans des fumoirs remplissant certaines conditions : ils doivent être correctement ventilés et ne doivent pas constituer des lieux de passage ; ils sont en outre interdits aux mineurs et ne doivent pas proposer de services ;
- Valais : Le Grand Conseil valaisan a accepté le 14 février 2008 une loi sur la santé qui interdit la fumée dans les établissements publics. Les débats ont été houleux, mais la loi a fini par être acceptée par 75 voix pour, 31 contre et 9 abstentions. Un référendum contre cette interdiction a été rejeté le 30 novembre 2008 par 80 % des votants dans la partie francophone et 67 % dans la partie germanophone du canton ;
- Zurich : Le peuple zurichois s'est prononcé le 28 septembre 2008 sur une initiative de la Ligue pulmonaire visant à bannir la fumée de tous les lieux publics fermés, sans exceptions.

Au nom des libertés économiques et individuelles, le gouvernement zurichois avait décidé d'opposer à cette initiative un contre-projet qui aurait autorisé les exploitants à installer des locaux séparés et suffisamment ventilés à l'intention des fumeurs. En outre, les établissements de moins de 35 places assises auraient seulement dû indiquer clairement s'il était permis d'y fumer ou non.
Les Zurichois ont rejeté le contre-projet et approuvé l'initiative de la Ligue pulmonaire avec 57 % des suffrages. Le texte reste toutefois assez peu contraignant puisque les fumoirs avec service sont autorisés ;
- Bâle-Ville : Les Bâlois ont accepté le 28 septembre 2008 à 53 % des suffrages, l'initiative de la Ligue pulmonaire, qui exige que le tabac soit prohibé dans tous les lieux publics. Plusieurs initiatives ont été lancées depuis pour revenir sur cette interdiction, jusque-là sans succès. Une nouvelle initiative populaire, similaire aux précédentes, conduira prochainement les électeurs à se prononcer une nouvelle fois sur ce sujet.

## Publicité

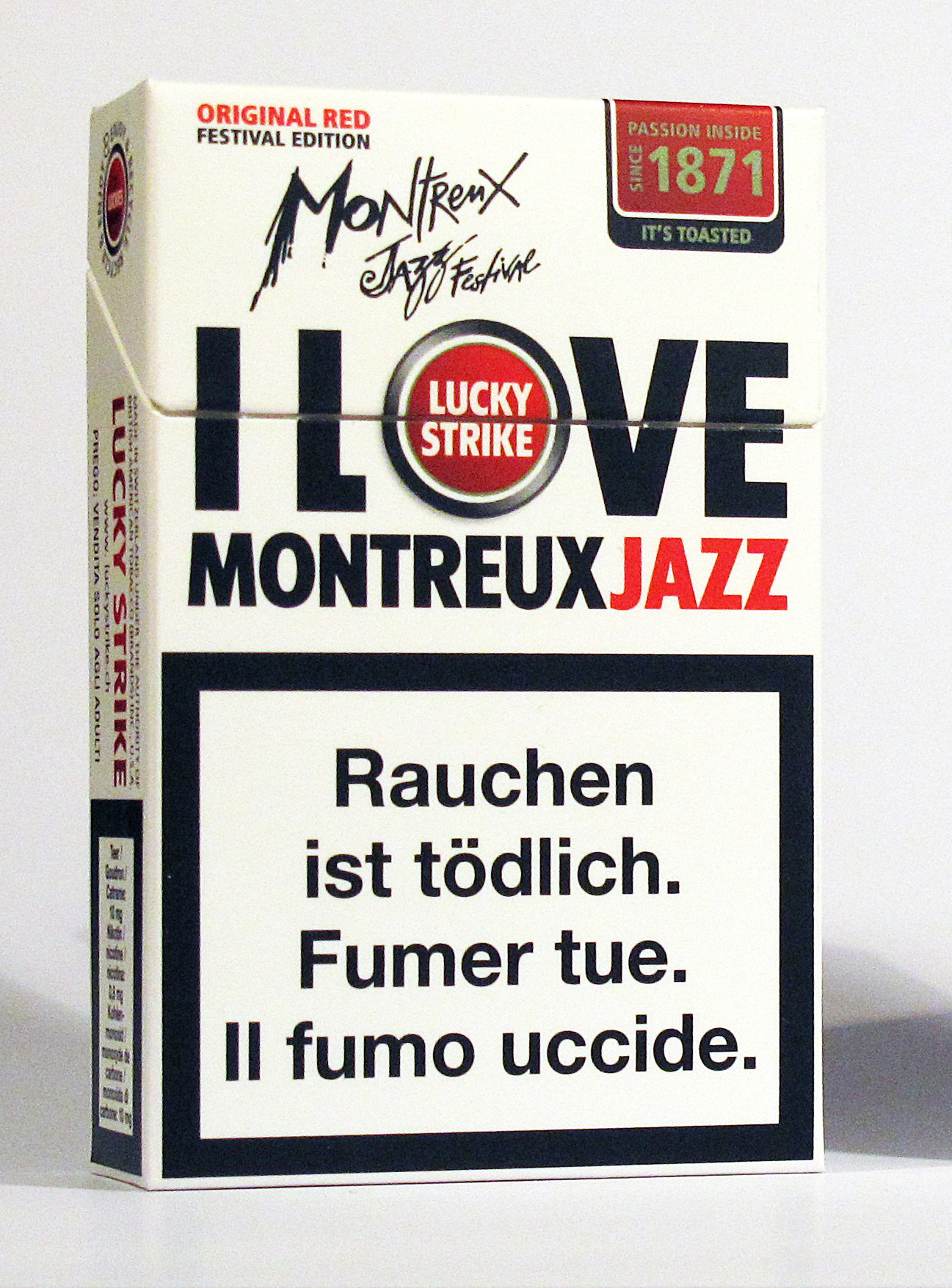
Parrainage du festival de jazz de Montreux par British American Tobacco en 2012.

À la différence d'autres pays européens, la publicité pour le tabac reste encore très présente en Suisse, notamment sur les points de vente, dans les discothèques et les festivals destinés à la jeunesse. La publicité est réglementée, mais la législation est peu stricte par rapport à ce qui se pratique ailleurs.

### Loi fédérale
La publicité pour les produits du tabac est interdite à la radio et à la télévision (article 10 de la loi fédérale sur la radio et la télévision), mais elle reste autorisée dans les journaux et magazines, par voie d'affichage, dans les cinémas, sur des articles de consommation courante et dans les points de vente ainsi que la promotion directe et les publipostages destinés aux adultes.
Par ailleurs un grand nombre d'évènements culturels sont parrainés par l'industrie du tabac, qui saisit cette occasion pour réaliser des opérations promotionnelles (paquets de cigarette spéciaux à l'occasion de l'évènement par exemple). De nombreux festivals sont parrainés par l'industrie du tabac. La Suisse est le dernier pays européen, avec la Biélorussie, à autoriser le parrainage d'évènements par l'industrie du tabac.
Un projet de loi pour restreindre un peu plus la publicité en faveur du tabac est envisagé, mais il ne concernerait pas les opérations de parrainage. L'industrie de la publicité s'y oppose. La proposition d'une interdiction partielle, formulée par le conseiller fédéral Alain Berset, est rejetée par le Conseil des États en juin 2016, puis par le Conseil national le 8 décembre 2016,, alors que 58 % de la population se déclare favorable à une interdiction totale, à l'instar de ce qui se pratique par exemple en France et en Italie.
Face au manque d'ambition de la proposition de loi, l'initiative « enfants sans tabac » est lancée en mars 2018 pour obtenir une interdiction, pour les produits du tabac, de « toute forme de publicité qui atteint les enfants et les jeunes ». Elle est soutenue par les organisations de la santé et de la jeunesse et peut être signée en ligne ainsi que dans les cabinets médicaux et les pharmacies. Cette interdiction concernerait notamment la publicité dans les cinémas, par voie d'affichage et dans les points de vente. Le comité d'initiative est présidé par Hans Stöckli,. Le 26 aout 2020, le Conseil fédéral propose au Parlement de recommander le rejet de l'initiative. Le parlement recommande le rejet de l'initiative et propose la loi fédérale sur les produits du tabac comme contre-projet. Le 13 février 2022, l'initiative « enfants sans tabac » acceptée par 57 % des votants.

### Lois cantonales

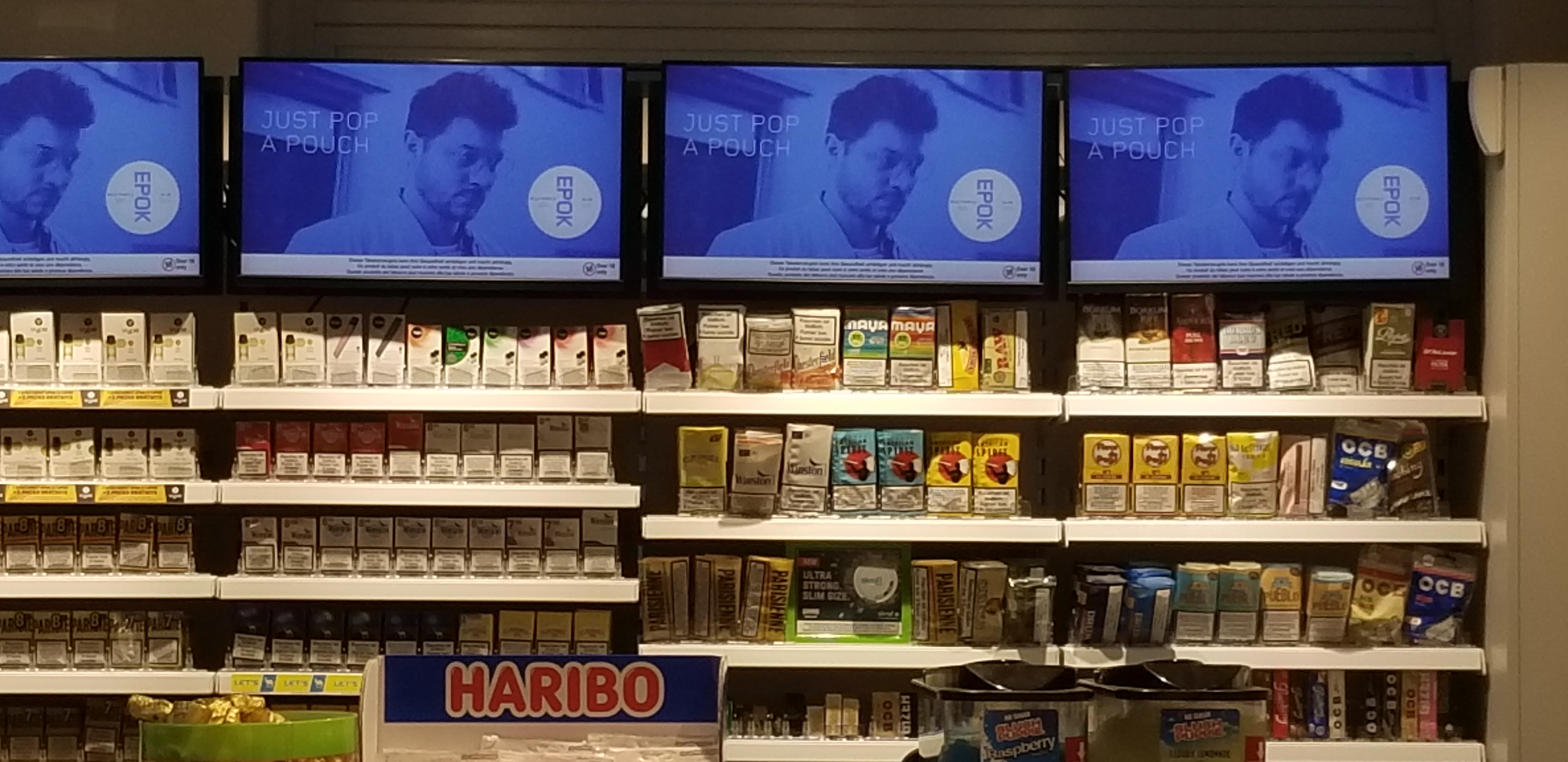
Commerce de tabac à Neuchâtel : la publicité est autorisée à l'intérieur du magasin.

Certains cantons imposent des restrictions supplémentaires à la publicité pour les produits du tabac, notamment en matière d'affichage public et d'affichage visible depuis le domaine public.
En 2024, 16 cantons interdisent l’affichage publicitaire de produits du tabac dans l’espace public (8 aussi pour les cigarettes électroniques) ; 14 l’interdisent également dans les espaces privés si les affiches sont visibles au public (7 font de même pour les cigarettes électroniques). 
Un petit nombre de cantons interdisent également la publicité au cinéma (Genève, Obwald, Saint-Gall, Soleure et Valais), les activités de parrainage (Soleure et Valais) et la publicité dans les magasins (Valais).

## Âge de vente
En 2024, seize cantons appliquent une interdiction de remettre des produits contenant du tabac aux mineurs de moins de 18 ans, huit autres cantons ont fixé la limite à 16 ans et deux cantons n'ont pas de limite. Onze d’entre eux interdisent également la vente de cigarettes électroniques aux moins de 18 ans.
Depuis le 1er octobre 2024, la loi fédérale sur les produits du tabac et les cigarettes électroniques interdit la vente de ces produits aux mineurs (moins de 18 ans) dans toute la Suisse.

## Taxation
Lire en ligne

Site officiel

La taxation est réglée par la loi fédérale sur l'imposition du tabac. Les cigarettes conventionnelles sont taxées à 50 % ; les autres produits du tabac sont taxés à un taux inférieur, notamment le tabac chauffé à 12 % et le snus à 6 % jusqu'en 2024,,. Depuis janvier 2025, le chauffé est taxés à 16 % et le snus à 10 %. En octobre 2024, une taxe modeste est introduite sur les cigarettes électroniques.

## Autorisation de vente
La loi fédérale sur les produits du tabac (articles 25 et 26) prévoit que quiconque met à disposition sur le marché des produits du tabac ou des cigarettes électroniques est responsable de contrôler la conformité des produits et de les déclarer à l'Office fédéral de la santé publique.
Dans les cantons de Genève et Vaud, chaque lieu de vente de tabac est soumis à autorisation,.

### Bases légales
- Loi fédérale sur les produits du tabac et les cigarettes électroniques (Loi sur les produits du tabac, LPTab) du 1er octobre 2021 (état le 1er octobre 2024), RS 818.32.
- Loi fédérale sur la protection contre le tabagisme passif du 3 octobre 2008 (état le 1er mai 2010), RS 818.31.
- Loi fédérale sur l'imposition du tabac (LTab) du 21 mars 1969 (état le 1er septembre 2023), RS 641.31.